# 721
721 (DCCXXI) var ett normalår som började en onsdag i den julianska kalendern.

## Händelser

### Okänt datum
- Theoderik IV blir kung av Neustrien och Burgund.

## Födda
- Cui Youfu, kinesisk kansler.

## Avlidna
- 13 februari – Chilperik II, frankisk kung av Neustrien och Burgund sedan 715 samt av Frankerriket sedan 719
- Gemmei, regerande kejsarinna av Japan.